# Euonymopsis
Euonymopsis ist eine Pflanzengattung aus der Familie der Spindelbaumgewächse (Celastraceae). Sie besteht aus vier Arten, die alle auf Madagaskar heimisch sind.

## Beschreibung
Euonymopsis-Arten sind unbehaarte Bäume oder Sträucher. Die Blätter stehen gegenständig oder in Wirteln, sind ganzrandig, gezähnt, gekerbt oder stachelig-gezähnt.
Der Blütenstand ist sympodial oder ein Faszikel und achselbürtig, selten findet sich Kauliflorie. Die Blüten sind zweigeschlechtig und fünfzählig, der Diskus ist ringförmig, fleischig und fünflappig. Die Staubblätter entspringen dem Diskus. Die Staubbeutel öffnen sich längs zum Zentrum der Blüte hin oder von ihr weg, der Fruchtknoten ist fünffächrig, je Fach gibt es vier bis zwölf Samenanlagen.
Die Frucht ist eine eiförmige, elliptische oder längliche fleischige Beere, die fünf bis zehn Samen enthält. Die Samen sind kugelförmig oder eiförmig und eiweißreich, von einem Arillus umschlossen.

## Verbreitung
Die Gattung ist endemisch in Madagaskar, wo sie in tropophilen Wäldern und trockenem Buschwerk vorkommt.

## Systematik
Die Gattung wurde 1942 von Joseph Marie Henri Alfred Perrier de la Bâthie erstbeschrieben, die ursprüngliche Schreibung lautete Evonymopsis. Nach Artikel 60.5 des ICBN ist dies anzupassen, die Gattung heißt daher heute Euonymopsis. Sie umfasst vier Arten:
- Euonymopsis longipes (H. Perrier) H. Perrier
- Euonymopsis humbertii H. Perrier
- Euonymopsis acutifolia (H. Perrier) H. Perrier
- Euonymopsis obcuneata (H. Perrier) H. Perrier.

## Nachweise
1. 1 2 3 4  M.P. Simmons: Celastraceae. In: Klaus Kubitzki (Hrsg.): The Families and Genera of Vascular Plants - Volume VI - Flowering Plants - Dicotyledons - Celastrales, Oxalidales, Rosales, Cornales, Ericales. 2004, S. 29–64
2. ↑  H. Perrier de La Bathie: Révision des Célastracées de Madagascar et des Comores In: Notulae Systematicae, Bd. 10, S. 202–206, 1942, Online